# Balón de Oro de la ANFP 2009
El Balón de Oro de la ANFP 2009 fue la 2º edición del Balón de Oro de la ANFP, creado por la ANFP, qué es el ente encargado de la organización de los campeonatos de fútbol profesional en Chile.
En la segunda edición de este premio del fútbol chileno, se escogió primero a los mejores de cada posición; Arquero, Defensa, Volante, Delantero e incluyendo el Goleador, Jugador Joven, Jugador Fair Play y el Jugador de Proyección. Después de ver cada uno de los ganadores de cada puesto, se elegia el mejor de los mejores, catalogado como Balón de Oro, y por ende, el mejor futbolista de Chile.
El ganador del Balón de Oro de la ANFP fue Miguel Pinto, futbolista de la Universidad de Chile, además adjudicándose el premio a mejor arquero del fútbol chileno.

## Premios
| Ganador           | Club                      | Distinción                  |
| ----------------- | ------------------------- | --------------------------- |
| Miguel Pinto      | Universidad de Chile      | Balón de Oro                |
| Miguel Pinto      | Universidad de Chile      | Mejor Arquero               |
| Osvaldo González  | Universidad de Chile      | Mejor Defensa               |
| Milovan Mirosevic | Universidad Católica      | Mejor Volante               |
| Diego Rivarola    | Santiago Morning          | Mejor Delantero             |
| Marco Medel       | Audax Italiano            | Mejor Jugador de Proyección |
| Esteban Paredes   | Colo-Colo                 | Goleador                    |
| Sebastián Toro    | Colo-Colo                 | Mejor Jugador Joven         |
| Claudio Muñoz     | Universidad de Concepción | Fair Play                   |

### Otros premios
| Ganador                | Club                  | Distinción                 |
| ---------------------- | --------------------- | -------------------------- |
| Marco Antonio Figueroa | Universidad Católica  | Mejor Técnico              |
| Mario Lepe             | Universidad Católica  | Mejor Técnico Fútbol Joven |
| Carlos Chandía         | Comisión de Arbitraje | Mejor Árbitro Masculino    |
| Bárbra Bastias         | Comisión de Arbitraje | Mejor Árbitro Femenino     |
| Arturo Aguayo          | Huachipato            | Mejor Dirigente            |

### Goleadores
| Jugador             | Club                       | Goles |
| ------------------- | -------------------------- | ----- |
| Esteban Paredes     | Santiago Morning/Colo-Colo | 26    |
| Gustavo Canales     | Unión Española             | 21    |
| Gabriel Vargas      | Universidad de Concepción  | 20    |
| Ezequiel Miralles   | Everton/Colo-Colo          | 19    |
| Juan Manuel Olivera | Universidad de Chile       | 19    |

Nota: Los goles son la sumatoria del Torneo Apertura 2009 y Torneo Clausura 2009.
- Datos: Q5717721